# Sarcophaga musca
Sarcophaga musca är en tvåvingeart som först beskrevs av Robineau-desvoidy 1830.  Sarcophaga musca ingår i släktet Sarcophaga och familjen köttflugor. Inga underarter finns listade i Catalogue of Life.